# Henri Persin
Pour les articles homonymes, voir Persin.
Henri René Persin , né le 20 septembre 1916 à Versailles (Seine-et-Oise) et mort le 29 juillet 1985 à Moorea (Polynésie française), est un directeur de la photographie français.

## Biographie
Henri Persin débute comme directeur de la photographie sur trois documentaires, le premier sorti en 1952. Le troisième est un court métrage tourné complémentairement à La Vie passionnée de Vincent van Gogh de Vincente Minnelli (1956).
Suit une trentaine de films (certains comme cadreur ou chef opérateur de seconde équipe), notamment français. S'y ajoutent de nombreuses coproductions — surtout franco-italiennes — et huit films américains.
Parmi ces derniers, citons Le Jour le plus long de Ken Annakin et autres (1962, non crédité, pour des prises de vues additionnelles), Charade de Stanley Donen (1963, en seconde équipe), ou encore le western El Condor de John Guillermin (1970, avec Jim Brown et Lee Van Cleef). Le premier lui permet de gagner en 1963 un Golden Globe (partagé) de la meilleure photographie.
Fait particulier, il est un collaborateur habituel du réalisateur Bernard Borderie, entre autres sur la série cinématographique des Angélique, avec Michèle Mercier dans le rôle-titre, depuis Angélique, marquise des anges (1964) jusqu'à Angélique et le Sultan (1968).
Son dernier film est Les Pétroleuses de Christian-Jaque, avec Brigitte Bardot et Claudia Cardinale, sorti en 1971. Il meurt en 1985, à 68 ans.
Il est le frère du réalisateur René Persin.

## Filmographie complète
(films français, comme directeur de la photographie, sauf mention contraire ou complémentaire)
- 1952 : Le Mans 1952 de Bill Mason (documentaire britannique)
- 1955 : Samba fantastique (Samba Fantástico) de Jean Manzon et René Persin (documentaire brésilien)
- 1956 : Van Gogh : Darkness Into Night, réalisateur non spécifié (court métrage documentaire américain)
- 1957 : Tahiti ou la Joie de vivre de Bernard Borderie
- 1958 : Le Passager clandestin (The Stowaway) de Ralph Habib et Lee Robinson (film franco-australien ; cadreur)
- 1958 : Les Racines du ciel (The Roots of Heaven) de John Huston (film américain ; photographie de seconde équipe)
- 1958 : Ces dames préfèrent le mambo de Bernard Borderie (film franco-italien ; cadreur)
- 1959 : L'Ambitieuse d'Yves Allégret (film franco-italo-australien ; cadreur)
- 1959 : Houla-Houla de Robert Darène
- 1960 : Une escale au Caire de Bernard Borderie (court métrage documentaire)
- 1961 : Les Trois Mousquetaires de Bernard Borderie : 1re époque Les Ferrets de la reine et 2e époque La Vengeance de Milady (film franco-italien ; cadreur)
- 1961 : Le Grand Risque (The Big Gamble) de Richard Fleischer (film américain)
- 1962 : Le Chevalier de Pardaillan de Bernard Borderie (film franco-italien)
- 1962 : Terreur sur la savane ou Les Aventuriers du Kasaï ou Konga-Yo d'Yves Allégret (film franco-congolais)
- 1962 : Le Jour le plus long (The Longest Day) de Ken Annakin & al. (film américain ; photographie additionnelle)
- 1963 : Charade de Stanley Donen (film américain ; photographie de seconde équipe)
- 1963 : À toi de faire... mignonne de Bernard Borderie (film franco-italien)
- 1964 : Nick Carter va tout casser d'Henri Decoin (film franco-italien)
- 1964 : Angélique, marquise des anges de Bernard Borderie (film franco-germano-italien)
- 1964 : Des frissons partout de Raoul André (film franco-italien)
- 1964 : Hardi ! Pardaillan de Bernard Borderie (film franco-italien)
- 1964 : Laissez tirer les tireurs de Guy Lefranc (film franco-italien)
- 1965 : Merveilleuse Angélique de Bernard Borderie (film franco-germano-italien)
- 1965 : Quoi de neuf, Pussycat ? (What's New, Pussycat ?) de Clive Donner (film américain ; photographie de seconde équipe)
- 1965 : Coplan FX 18 casse tout de Riccardo Freda (film franco-italien)
- 1966 : Brigade antigangs de Bernard Borderie (film franco-italien)
- 1966 : Trois enfants dans le désordre de Léo Joannon
- 1966 : Angélique et le Roy de Bernard Borderie (film franco-germano-italien)
- 1967 : Sept hommes et une garce de Bernard Borderie (film franco-italo-roumain)
- 1967 : J'ai tué Raspoutine de Robert Hossein
- 1967 : Indomptable Angélique de Bernard Borderie (film franco-germano-italien)
- 1968 : Le Sergent (The Sergeant) de John Flynn (film américain)
- 1968 : Angélique et le Sultan de Bernard Borderie (film franco-germano-italo-tunisien)
- 1969 : Une corde, un Colt... de Robert Hossein (film franco-italien)
- 1969 : Catherine, il suffit d'un amour de Bernard Borderie (film franco-germano-italien)
- 1969 : Viva Max! de Jerry Paris (film américain)
- 1970 : El Condor de John Guillermin (film américain)
- 1971 : Macédoine ou Opération Macédoine de Jacques Scandelari (film franco-italien)
- 1971 : Les Pétroleuses de Christian-Jaque (film franco-italo-hispano-britannique)

## Récompense
- 1963 : Golden Globe de la meilleure photographie, catégorie noir et blanc, pour Le Jour le plus long (partagé avec Walter Wottitz et Jean Bourgoin).

### Note et référence
1. ↑  D'après sa fiche de Geneanet.

### Autres liens externes
- Notices d'autorité :   - VIAF
  - ISNI
  - BnF (données)
  - IdRef
  - GND
  - Espagne
  - NUKAT
- Notice dans un dictionnaire ou une encyclopédie généraliste :   - Deutsche Biographie
- Ressource relative à l'audiovisuel :   - IMDb
- (en) Henri Persin sur le site du British Film Institute ;
- Henri Persin sur Ciné-Ressources.